# ويزموت (شركة)

شعار هامر وشليغل لمدينة ويسموت

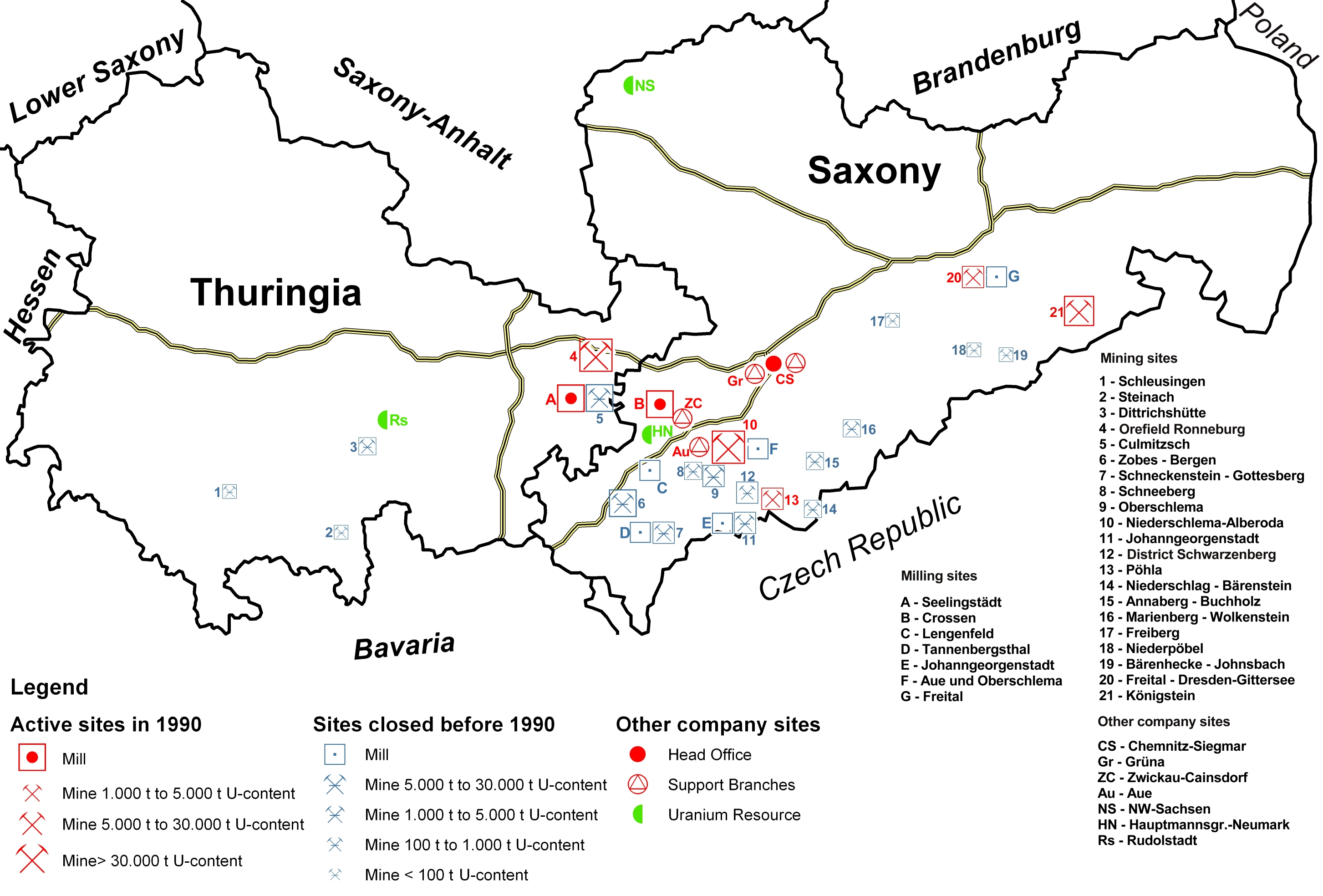
مواقع عمل شركة ويزموت في ساكسونيا وتورينغن

كانت شركة أس أيه جي/أس دي أيه جي ويزموت شركة لتعدين اليورانيوم في ألمانيا الشرقية خلال فترة الحرب الباردة . أنتجت ألمانيا الشرقية ما مجموعه 230.400 طن من اليورانيوم بين عامي 1947 و1990، مما جعلها رابع أكبر منتج لخام اليورانيوم في العالم في ذلك الوقت. كانت أكبر منتج منفرد لخام اليورانيوم في كامل نطاق سيطرة الاتحاد السوفييتي . في عام 1991، بعد إعادة توحيد ألمانيا، تم تحويلها إلى شركة ويزموت ذات مسئولية محدودة ، المملوكة لجمهورية ألمانيا الاتحادية، والتي أصبحت الآن مسؤولة عن ترميم وتنظيف البيئة في مناطق التعدين والطحن السابقة. يقع المكتب الرئيسي لشركة أس دي أيه جي ويزموت/ ويزموت ذات المسئولية المحدودة في كيمنتس - سيغمار.

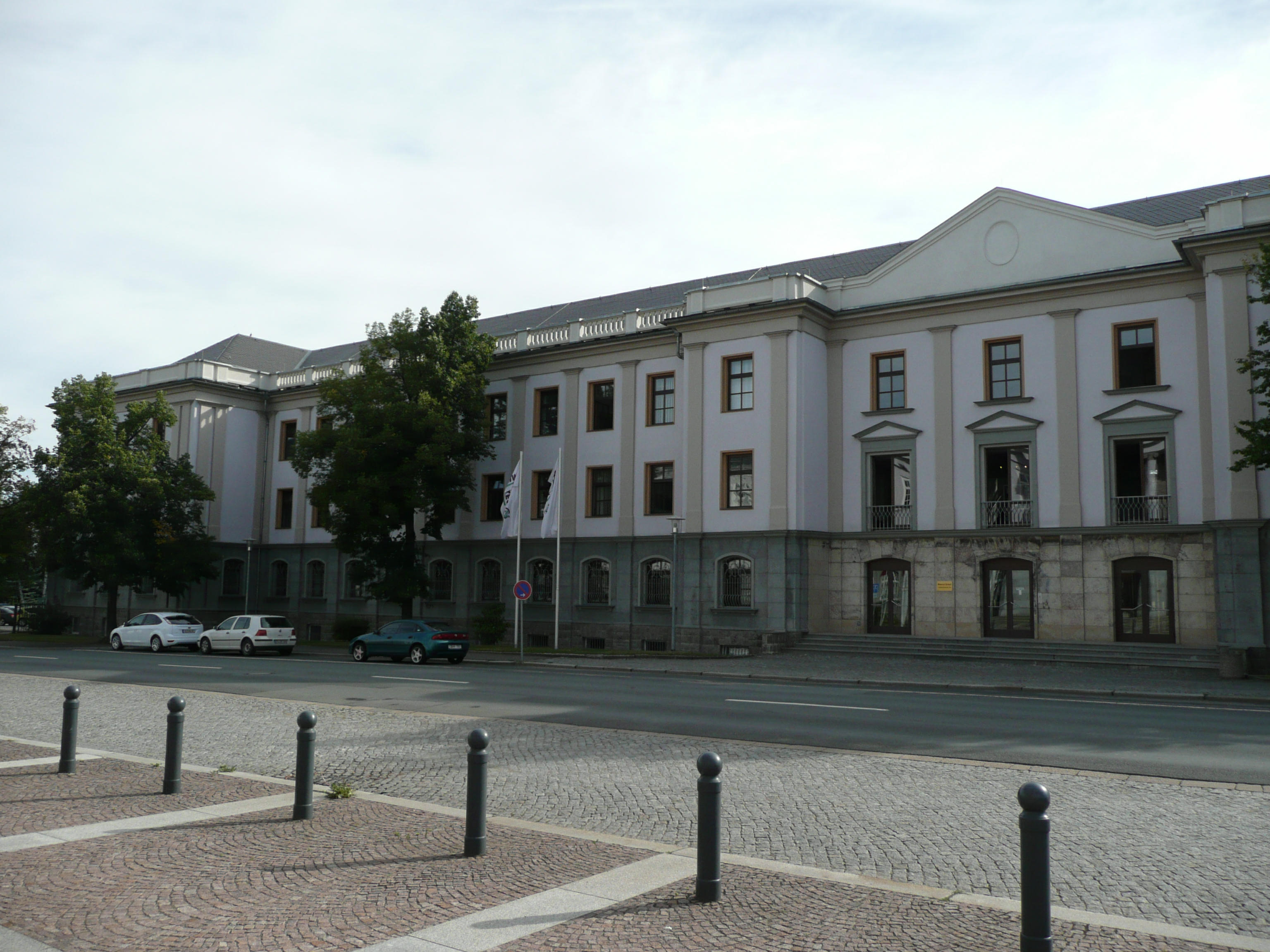
المكتب الرئيسي لشركة أس دي أيه جي ويزموت في كيمنتس سيجمار

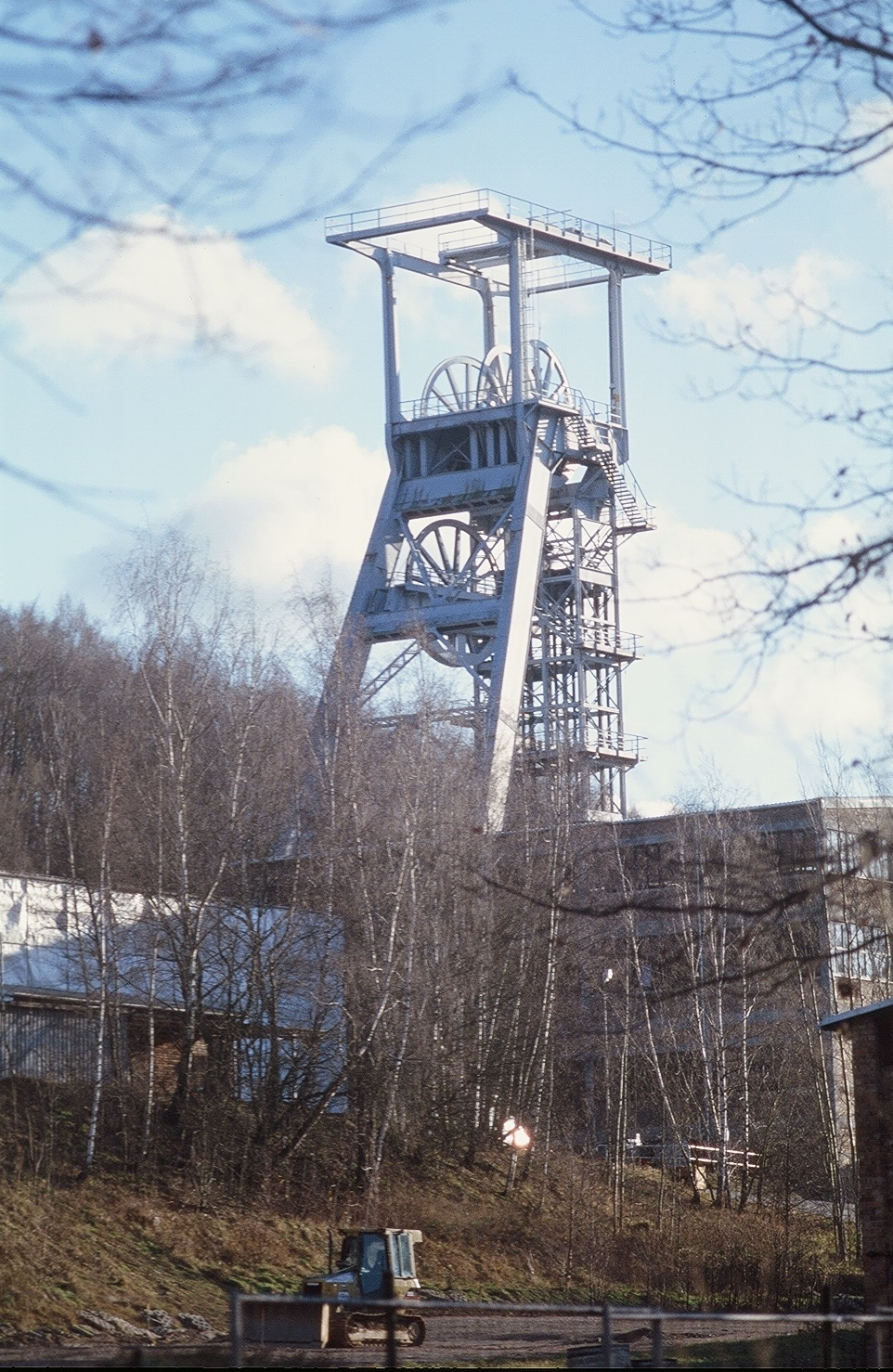
العمود 371 في هارتنشتاين (جبال أور)، العمود الرئيسي السابق في رواسب نيديرشليما-ألبيرودا

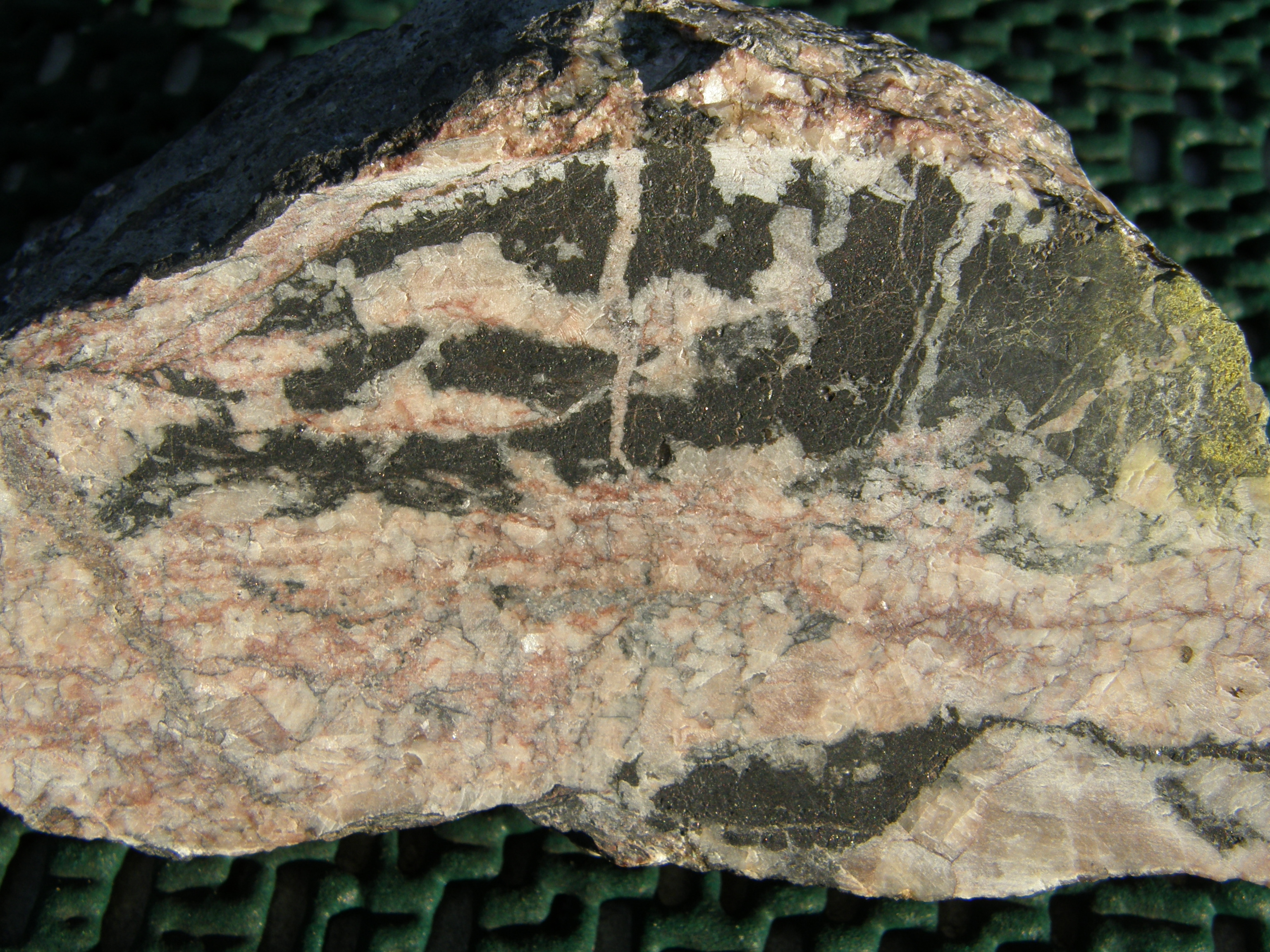
خام اليورانيوم (البتشبليند في الدولوميت) من رواسب من النوع الوريدي نيديرشليما-ألبيرودا

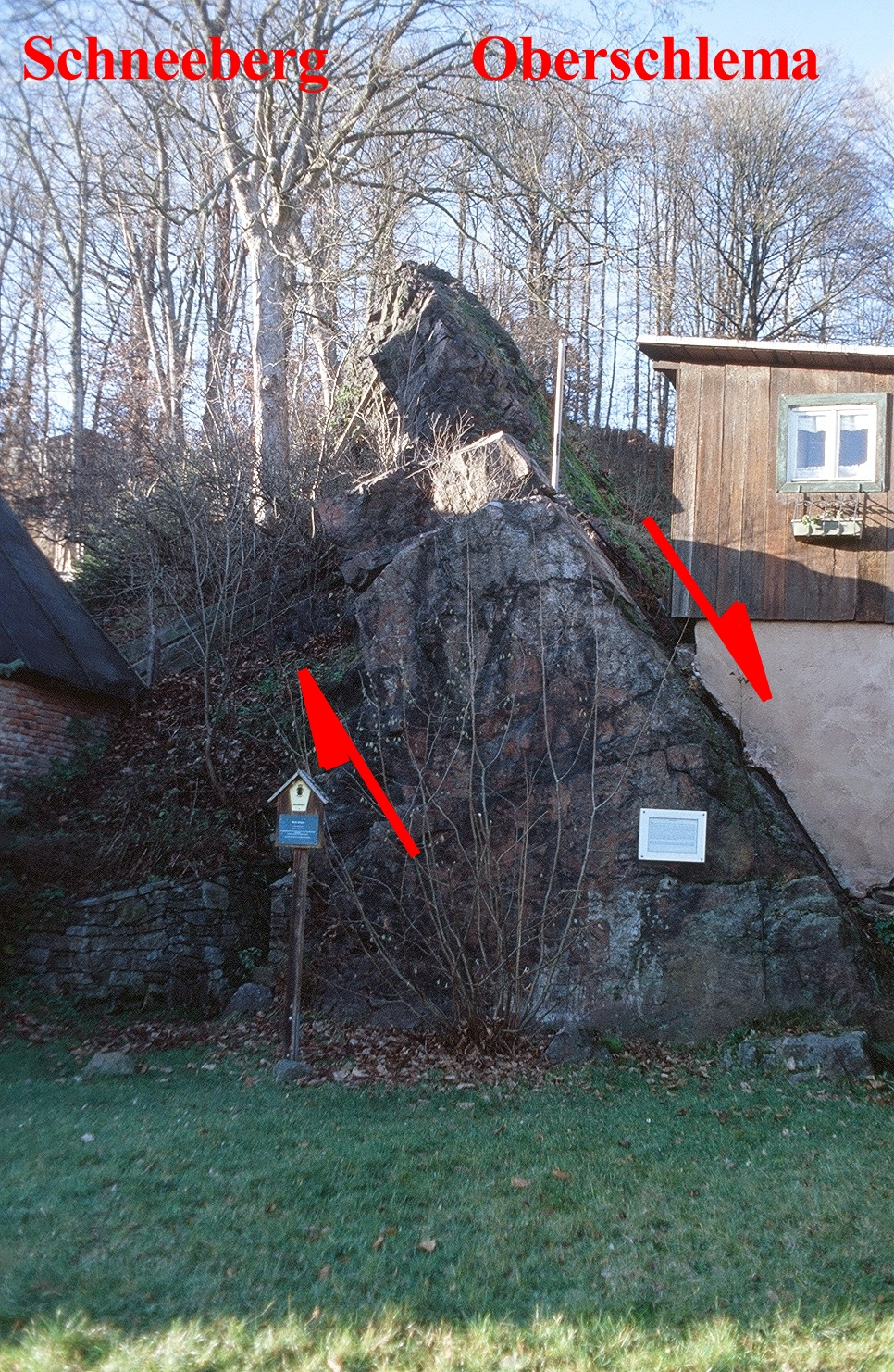
صدع روتر كام في باد شليما: يشكل صدع الهيماتيت الكوارتز المعدني الحد الجيولوجي بين رواسب شنيبيرج وشليم ألبيرودا.

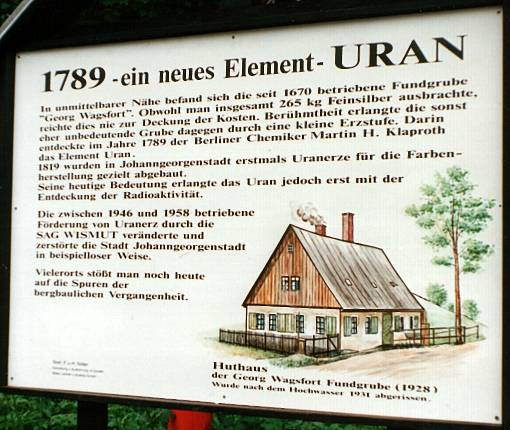
لافتة بالقرب من منجم جورج واجسفورث السابق، حيث تم استخراج عينة البتشبلند التي تم اكتشاف اليورانيوم منها

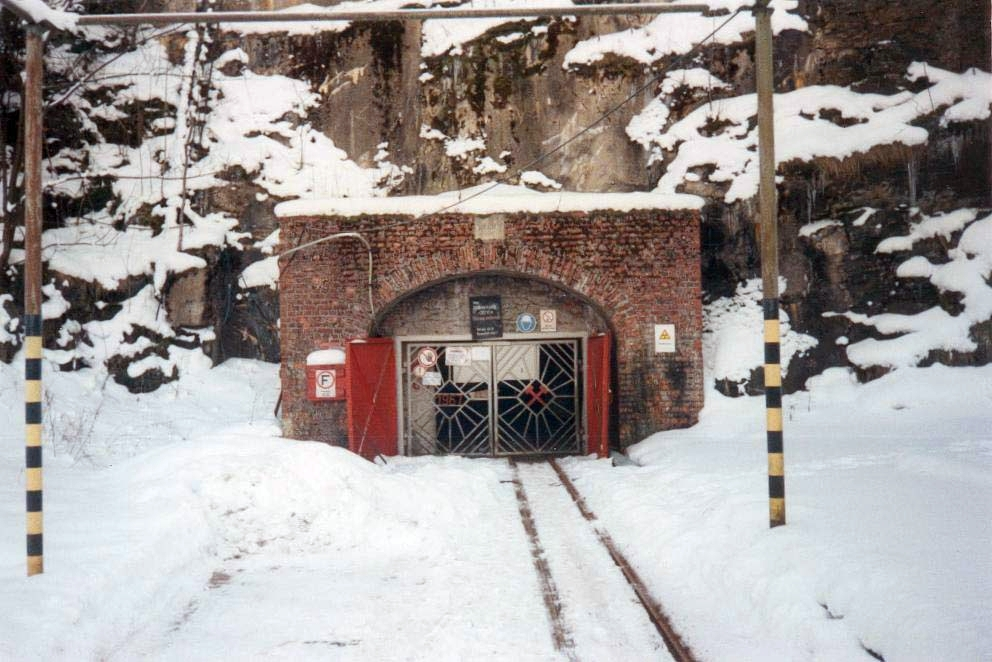
المدخل الرئيسي لمنجم اليورانيوم السابق في بوهلا، وهو اليوم منجم للزوار

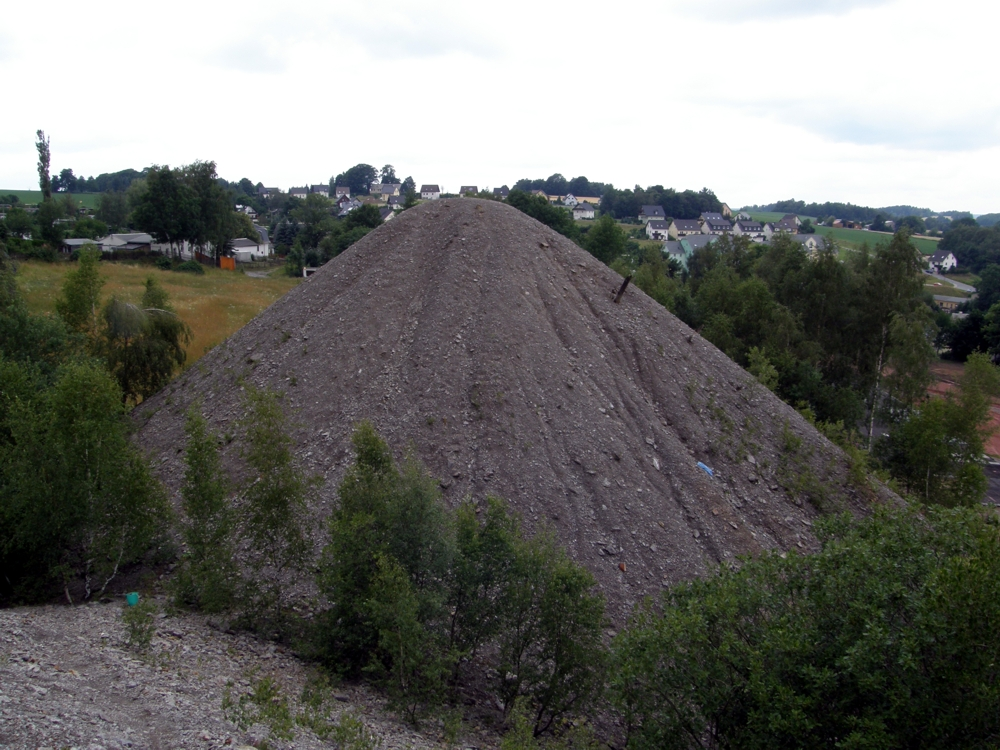
مكب نفايات من منجم 116، أحد أهم مناجم اليورانيوم في أنابيرج-بوتشولز

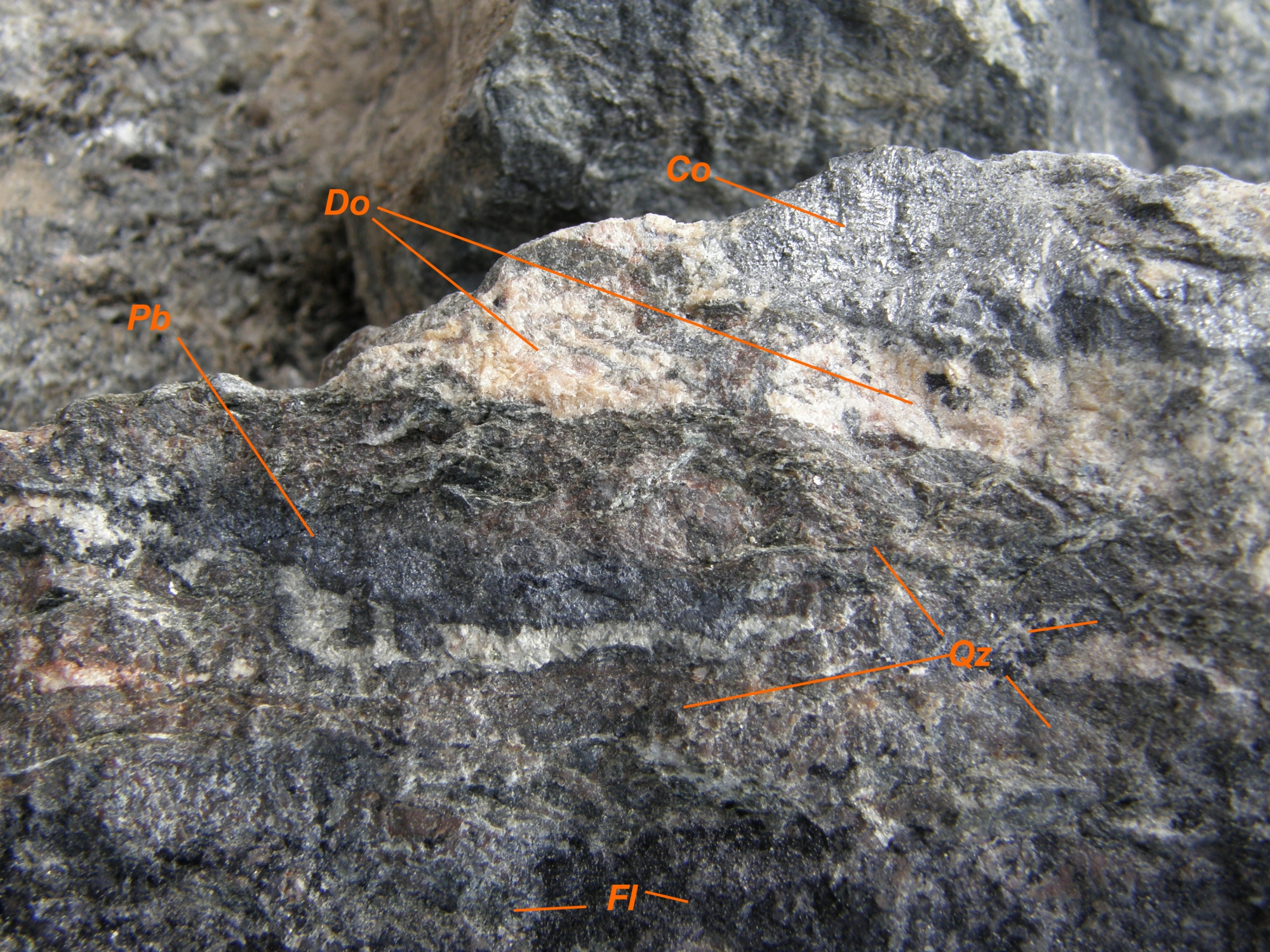
خام اليورانيوم والكوبالت من العمود 139 في مارينبيرج

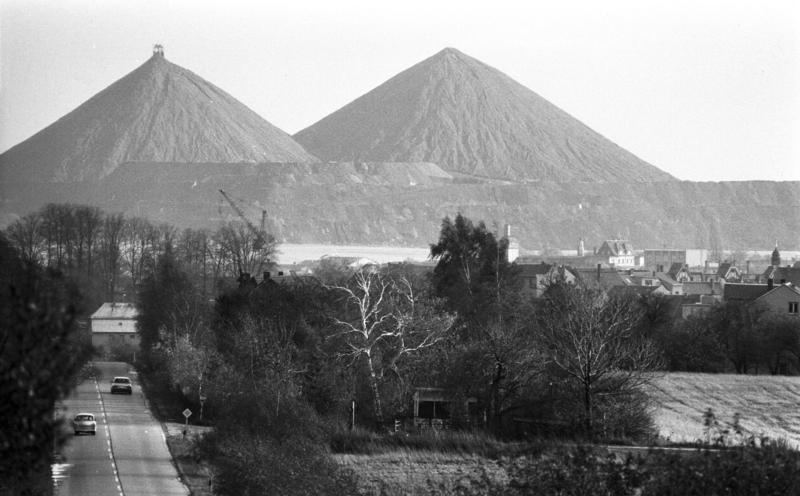
مكب النفايات الصخرية في رونبورغ عام 1990

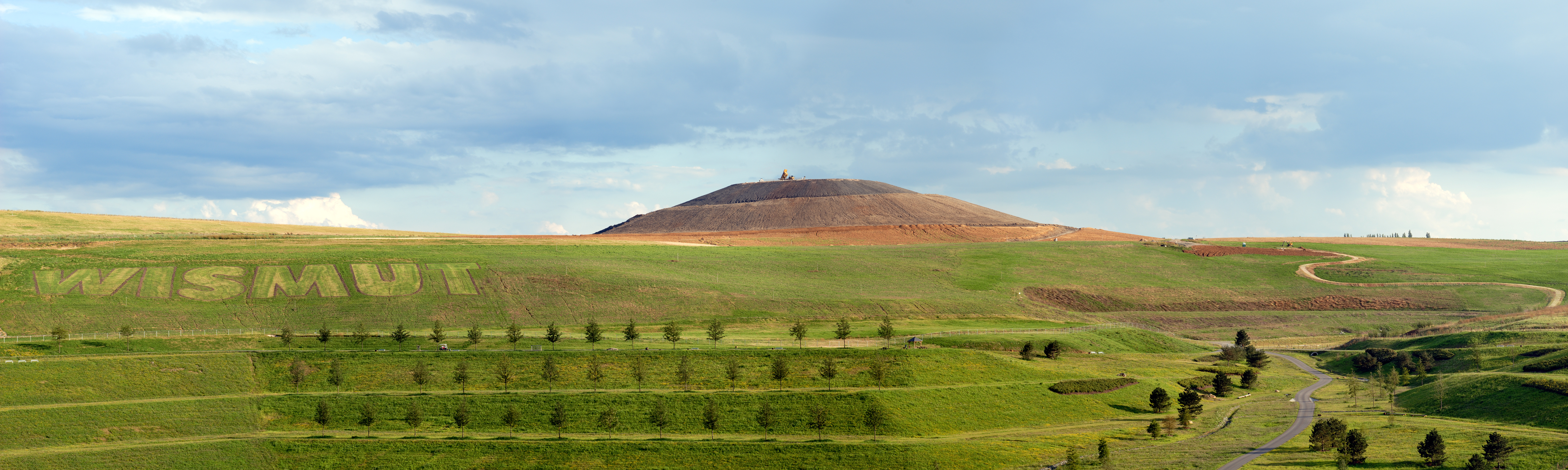
منطقة التعدين المعاد زراعتها في رونيبورج

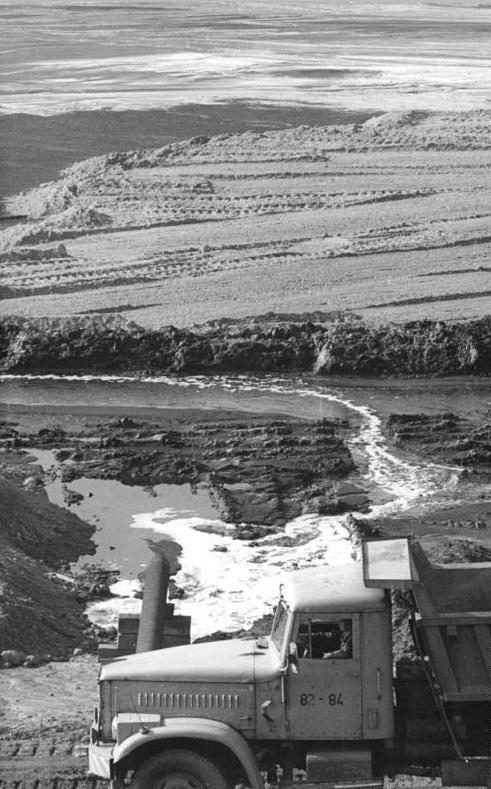
مخلفات مطحنة سيلينجشتات في عام 1990

## أنظر أيضاً
- رواسب خام اليورانيوم
- نشأة الخام
- اليورانيوم
- قائمة مناجم اليورانيوم
- تعدين اليورانيوم
- دورة الوقود النووي

## روابط خارجية
- شركة ويسموت المحدودة